# Klojčnik
Klojčnik je priimek v Sloveniji, ki ga je po podatkih Statističnega urada Republike Slovenije na dan 1. januarja 2010 uporabljalo 51 oseb.

## Znani nosilci priimka
- Adolf Klojčnik (1917—2004), kineziolog, prejemnik Bloudkove nagrade
- Franjo Klojčnik (1909—1982), pedagoški delavec , prejemnik Bloudkove plakete